# HTC Magic

HTC Magic er en smartphone fra HTC. Det er den anden telefon fra HTC, som benytter Android som styresystem. Den første var HTC Dream, der officielt kun blev lanceret af T-Mobile i USA. Den blev afsløret af Vodafone den 17. februar 2009 ved Mobile World Congress i Barcelona,.
Vodafone har eksklusiv ret til at sælge HTC Magic på de markeder de opererer, hvilket ikke omfatter Danmark.

## Software
HTC Magic benytter operativsystemet Android og kommer forinstalleret med en Webkit baseret browser. Andet pre-installerede software giver adgang til forskellige Google services, inklusiv Gmail, Google search, Google Maps, Google Talk og YouTube.
Derudover kan yderligere programmer hentes via Android Market